# 维洛特
维洛特（法語：Villotte，法語發音：[vilɔt] ⓘ）是法国大東部大區孚日省的一个市镇，属于讷沙托区。

## 地理
维洛特（48°6'1"N, 5°46'27"E）面积8.21 平方千米，位于法国大東部大區孚日省，该省份为法国东北部内陆省份，北起默兹省和默尔特-摩泽尔省，西接上马恩省，南至上索恩省和贝尔福地区省，东临上莱茵省和下莱茵省。
与维洛特接壤的市镇（或旧市镇、城区）包括：索维尔、布莱万库尔、拉马什、马蒂尼莱班、托兰库尔。

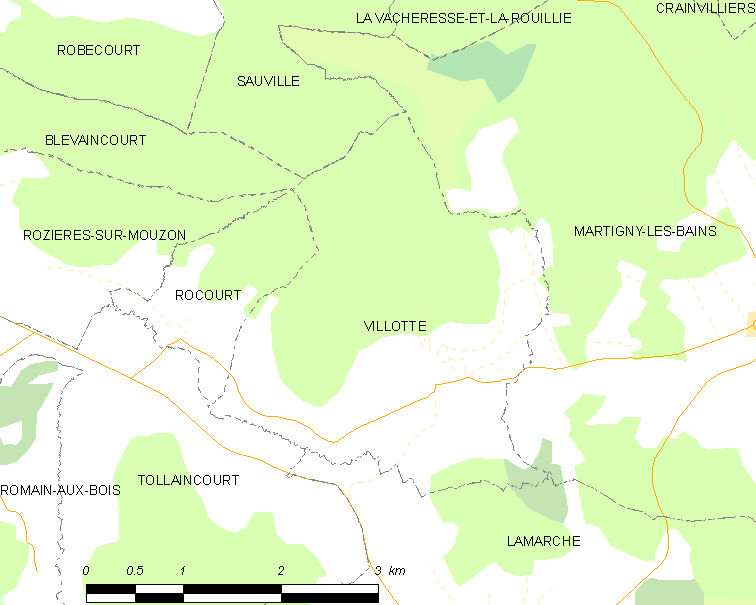
维洛特的OSM定位图

维洛特的时区为UTC+01:00、UTC+02:00（夏令时）。

## 行政
维洛特的邮政编码为88320，INSEE市镇编码为88510。

## 政治
维洛特所属的省级选区为达尔内县。

## 人口

1962-2008年间维洛特人口变化图示

维洛特于2022年1月1日时的人口数量为119人。